# 허웰린의 소관

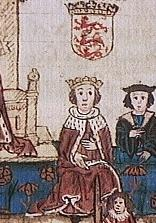
1267년 헨리 3세에게 칭신하러 가는 허웰린을 묘사한 그림. 관을 쓰고 있다.

허웰린의 소관(웨일스어: Talaith Llywelyn, 영어: Llywelyn's coronet)은 웨일스 역사의 보물인데, 잃어버렸다. 
최후의 웨일스 터워소그이자 귀네드 국왕이었던 허웰린 압 그리피드가 1282년 잉글랜드와의 최후 결전을 앞두고 이 소관을 비롯한 보물들(나이드 십자가 등)을 커메르 수도원의 수도승들에게 맡겼다. 그해 말 허웰린은 전사했고, 귀네드 왕국도 멸망하면서 소관과 십자가는 1284년 다른 성유물들과 함께 잉글랜드군에게 접수되었다. 이후 잉글랜드 국왕 에드워드 1세는 웨일스의 보물들을 런던으로 가져가 웨스트민스터 수도원의 에드워드 참회왕를 모신 법당에 봉헌했다. 에드워드 1세는 이 소관을 "아서의 관"이라는 이름으로 봉헌했는데, 이것을 아서 왕의 관으로 취급하면서 잉글랜드 왕실의 수호성인 참회왕에게 봉헌한 것은 웨일스계 독립국가를 완전히 끝장냈음을 기념하는 의미가 있었다. 
그 뒤 웨스트민스터에 쭉 있다가, 1303년 이 관을 비롯한 다른 왕실 보물들이 일시 도난되는 사건이 있으면서 런던탑으로 옮겨졌다. 그 뒤 1649년 올리버 크롬웰의 명령으로 다른 왕실 보물들과 함께 파괴된 것으로 대개 여겨진다. 하지만 당시 의회군이 왕실 보물을 파괴하기 전에 작성한 목록에는 이 관이 보이지 않기 때문에 정확한 행방은 오리무중이다.